# Lorinza Harrington
Lorinza Harrington, detto Junior (Wagram, 2 ottobre 1980), è un ex cestista statunitense, professionista nella NBA, in Europa e in Sudamerica.

## Palmarès
- Campionato polacco: 1

Asseco Prokom Gdynia: 2009-10
- Coppa di Polonia: 1

Trefl Sopot: 2013